# 费尔南多·马里亚·卡斯铁利亚
费尔南多·马利亚·卡斯铁利亚（西班牙語：Fernando María Castiella y Maíz，1907年12月9日—1976年11月25日），他是西班牙外交官、政治家，曾于1957年至1969年期间在佛朗哥政府中担任外交部长。

## 生平
费尔南多·马利亚·卡斯铁利亚于1907年12月9日出生在西班牙王国的毕尔巴鄂。他成年后通过攻读法律继而在马德里大学获得了博士学位。其后他相继在巴黎大学、剑桥大学、日内瓦大学以及海牙国际法学院进行博士后的研究；1935年，他被马德里大学任命为国际公法学教授。
他在第二共和国时期加入了西班牙自治联盟，并经常在天主教报纸《辩论日报》上撰写有关国际问题的文章，他在这一时期曾担任天主教学生联合会副主席。1936年西班牙内战开始后，他从马德里逃到了国民军控制区并且加入国民军成为总参谋部的文职官员，他在第二次世界大战期间加入了蓝色师团；1941年他还与何塞·马利亚·德·阿雷尔扎一同为佛朗哥政府起草了一项针对法属非洲殖民地的扩张计划。
卡斯铁利亚推动了马德里大学政治经济学院的成立，并出任该学院的首任院长。他在1950年代陆续被委派担任驻秘鲁大使和驻罗马教廷大使，他在驻教廷大使任内与梵蒂冈缔结了《1953年教会协约》。佛朗哥于1957年2月25日任命他为外交部长，上任后他立即着手改善与西方世界的关系；他试图让西班牙加入北约和欧洲经济共同体但没有成功。然而，他于1961年成功使西班牙成为经济合作与发展组织的创始成员国之一。卡斯铁利亚在政府中是持温和立场的开明派，他在1961年撰写了一份宗教自由法案的草案，并在1967年获得了通过。他也强烈地主张西班牙收回直布罗陀地区的主权，早在几十年前，他曾就直布罗陀主权问题写过一本关于该地区的书，但他收回主权的努力最终未获成功。1969年10月29日，他因卷入马特萨事件而辞去外交部长一职，之后就在马德里康普顿斯大学教授国际私法。他于1976年11月25日在马德里逝世。

## 著作
- . Ed. Planeta. 1976.（个人作品）
- . 1941.（合著作品）